# آيرون مان 2
الرجل الحديدي 2 (بالإنجليزية: Iron Man 2)‏ هو فيلم بطل خارق أمريكي صدر عام 2010، مقتبس من شخصية الرجل الحديدي من قصص مارفل المصورة. من إنتاج استوديوهات مارفل وتوزيع باراماونت بيكتشرز، وهو تكملة لفيلم الرجل الحديدي (2008) والفيلم الثالث في عالم مارفل السينمائي (MCU). أخرج الفيلم جون فافرو وكتبه جاستن ثيرو، ويشارك في بطولته روبرت داوني جونيور بدور توني ستارك/الرجل الحديدي إلى جانب غوينيث بالترو ودون تشيدل وسكارليت جوهانسون وسام روكويل وميكي رورك وصامويل إل جاكسون. تدور أحداث الفيلم بعد ستة أشهر من أحداث فيلم "الرجل الحديدي"، ويتابع ستارك وهو يرفض مطالب الحكومة بمشاركة تقنيته التي تقتله ببطء، بينما يواجه العالم الروسي المنتقم إيفان فانكو (رورك).
بدأ تطوير تكملة لفيلم "الرجل الحديدي" في مايو 2008 بعد نجاح الفيلم الأول. في يوليو، تم تعيين ثيرو لكتابة السيناريو وتم التعاقد مع فافرو للعودة كمخرج. كان من المقرر أن يستعيد داوني وبالترو وجاكسون أدوارهم من فيلم الرجل الحديدي، بينما تم تعيين تشيدل ليحل محل تيرينس هوارد في دور جيمس رودس. في أوائل عام 2009، أكمل رورك وروكويل وجوهانسون طاقم الممثلين المساعدين. تم التصوير من أبريل إلى يوليو 2009، معظمه في كاليفورنيا كما في الفيلم الأول. تم تصوير بعض المشاهد في موناكو. على عكس سابقه، الذي مزج بين المؤثرات الرقمية والعملية، اعتمد الجزء الثاني بشكل أساسي على الصور المولدة بالحاسوب لإنشاء بدلات الرجل الحديدي.
عُرض فيلم "الرجل الحديدي 2" لأول مرة في مسرح إل كابيتان في هوليوود، لوس أنجلوس، في 26 أبريل 2010، وتم إصداره في الولايات المتحدة في 7 مايو كجزء من المرحلة الأولى من عالم مارفل السينمائي. نال الفيلم إشادة لتسلسلات الحركة والأداء، لكن النقاد اعتبروه أقل من الفيلم الأول. حقق الجزء الثاني إيراداتٍ تجاوزت 623.9 مليون دولار في شباك التذاكر العالمي، مما جعله سابع أعلى فيلم إيرادات لعام 2010. ورُشِّح لجائزة الأوسكار لأفضل مؤثرات بصرية. صدر الجزء الثالث "الرجل الحديدي 3" في 3 مايو 2013.

## القصة
في روسيا، غطت وسائل الإعلام كشف توني ستارك عن هويته كآيرون مان. حزن إيفان فانكو على وفاة والده أنطون فانكو، الموظف السابق في شركة ستارك إندستريز، فرأى ذلك وبنى مفاعل القوس المصغر نفسه الذي بناه ستارك، مستخدمًا مخططات قديمة تركها أنطون.
بعد ستة أشهر، وفي محاولة لمواصلة إرث والده هوارد، أعاد توني افتتاح معرض ستارك في حديقة فلاشينغ ميدوز-كورونا بمدينة نيويورك، وقاوم الضغوط لتسليم بدلاته المدرعة للحكومة ومنافس ستارك، جاستن هامر. علم ستارك أن نواة البلاديوم في مفاعل القوس، التي تُبقيه على قيد الحياة وتُشغّل الدرع، تُسمّمه تدريجيًا، ولم يتمكن من إيجاد بديل. مع تزايد يأسه من موته الوشيك، ورفضه إخبار أي شخص بحالته، عيّن ستارك مساعدته بيبر بوتس رئيسًا تنفيذيًا لشركة ستارك إندستريز، وعيّن موظفة ستارك ناتالي راشمان لتحل محلها كمساعدة له.
يتنافس ستارك في سباق الجائزة الكبرى التاريخي في موناكو، حيث يتعرض لهجوم في منتصف السباق من قبل فانكو، الذي يستخدم سياطًا كهربائية تعمل بمفاعله القوسي. يرتدي ستارك درعه ويهزم فانكو، لكن الدرع تضرر بشدة. يوضح فانكو أنه كان ينوي أن يثبت للعالم أن الرجل الحديدي ليس منيعًا. معجبًا بأداء فانكو، يدبر هامر موت فانكو أثناء تهريبه من السجن، ويطلب منه بناء سلسلة من البدلات المدرعة للتغلب على ستارك. يقرر فانكو أن الطائرات بدون طيار أفضل للقضاء على العامل البشري.
خلال حفل عيد ميلاده، ثمل ستارك وهو يرتدي بدلة الرجل الحديدي. انزعج صديق ستارك المقرب، الجنرال جيمس رودس من سلاح الجو الأمريكي، من تهور توني، فارتدى درع ستارك النموذجي وحاول كبح جماحه. انتهى القتال بالتعادل، وصادر رودس الدرع النموذجي لصالح سلاح الجو الأمريكي. ثم اقترب نيك فيوري، مدير شيلد، من ستارك. كشف فيوري أن "راشمان" هي عميلة شيلد ناتاشا رومانوف، وأنه كان يعرف هوارد ستارك شخصيًا، أحد مؤسسي شيلد. أوضح فيوري أن والد فانكو وهوارد اخترعا مفاعل القوس معًا، لكن هوارد أمر بترحيل أنطون عندما حاول الأخير بيعه. ثم أرسل السوفييت أنطون إلى معسكرات العمل القسري. أعطى فيوري ستارك بعضًا من مواد والده القديمة. في مجسم لمعرض ستارك عام 1974، عثر ستارك على مخطط للتركيب الذري لعنصر جديد. بمساعدة نظامه الاصطناعي، جارفيس، قرر ستارك أنه يمكن استبدال نواة البلاديوم الحالية في مفاعله القوسي، ونجح في تصنيعها.
عندما علم ستارك أن فانكو لا يزال على قيد الحياة، ذهب إلى معرض هامر. وبينما يكشف هامر عن طائرات فانكو المدرعة، قادهم رودس في نسخة مُجهزة بأسلحة ثقيلة من النموذج الأولي للدرع، والمُسماة "آلة الحرب". وبينما وصل ستارك لتحذير رودس، سيطر فانكو عن بُعد على جميع الطائرات ودرع رودس وهاجم ستارك. أُلقي القبض على هامر لتهريبه فانكو من السجن، بينما تسللت رومانوف وحارس ستارك الشخصي، هابي هوجان، إلى مصنع هامر. هرب فانكو، لكن رومانوف تمكنت من الوصول إلى برنامج صناعات هامر وأعادت إليه السيطرة على درع رودس. معًا، هزم ستارك ورودس فانكو وطائراته المسيرة. ثم انتحر فانكو بتفجير بدلته وطائراته المسيرة.
في جلسة استجواب، أبلغ فيوري ستارك أنه نظرًا لشخصيته الصعبة، تنوي شيلد استخدامه كمستشار فقط في المستقبل. نال ستارك ورودس ميداليات تقديرًا لبطولتهما. في مشهد ما بعد شارة النهاية، اكتشف عميل شيلد، فيل كولسون، مطرقة كبيرة في صحراء نيو مكسيكو.

## طاقم الممثلين
روبرت داوني جونيور بدور توني ستارك / الرجل الحديدي: ملياردير هرب من الأسر في أفغانستان بدرع من صنعه، وهو الآن يكافح للحفاظ على تقنيته بعيدًا عن أيدي الحكومة.
غوينيث بالترو بدور بيبر بوتس: أقرب صديقة لستارك، وشريكة أعماله، وحبيبته؛ تُرقّى بيبر إلى منصب الرئيس التنفيذي لشركة ستارك إندستريز.
دون تشيدل بدور جيمس "رودي" رودس / آلة الحرب: ضابط في القوات الجوية الأمريكية وصديق توني ستارك الشخصي المقرب، والذي تولى لاحقًا درع آلة الحرب. حلّت تشيدل محل تيرينس هوارد من الفيلم الأول.
سكارليت جوهانسون بدور ناتاشا رومانوف / الأرملة السوداء: جاسوسة سرية تعمل لصالح شيلد، وتتخذ صفة مساعدة ستارك الجديدة. صبغت جوهانسون شعرها باللون الأحمر قبل أن تحصل على الدور، على أمل أن يُقنع ذلك فافرو بأنها الأنسب لهذا الدور.
سام روكويل بدور جاستن هامر: صانع أسلحة منافس.
ميكي رورك بدور إيفان فانكو/ويبلاش: فيزيائي روسي وسجين سابق يصنع زوجًا من السياط الكهربائية القائمة على مفاعل قوسي للانتقام من عائلة ستارك.
صامويل إل جاكسون بدور نيك فيوري: رئيس شيلد.
يعيد المخرج جون فافرو تمثيل دور هابي هوجان، الحارس الشخصي والسائق لتوني ستارك، بينما يعيد كلارك جريج وليزلي بيب تمثيل دوريهما كعميل شيلد فيل كولسون والمراسلة كريستين إيفرهارت على التوالي. يظهر جون سلاتري بدور والد توني، هوارد ستارك، ويؤدي غاري شاندلينغ دور السيناتور الأمريكي ستيرن، الذي يريد من ستارك منح درع الرجل الحديدي للحكومة. ويؤدي بول بيتاني صوت جهاز كمبيوتر ستارك، جارفيس.

## شباك التذاكر
حقق فيلم "الرجل الحديدي 2" إيرادات بلغت 312.4 مليون دولار في الولايات المتحدة وكندا، بالإضافة إلى 311.5 مليون دولار في مناطق أخرى، ليصل إجمالي إيراداته العالمية إلى 623.9 مليون دولار. وبما أن الفيلم كان ضمن اتفاقية توزيع إرثية محددة مسبقًا تم توقيعها قبل استحواذ شركة والت ديزني على مارفل، فقد تولت شركة باراماونت بيكتشرز توزيع الفيلم وحصلت على 8% من إيرادات شباك التذاكر، بينما ذهبت النسبة المتبقية إلى ديزني.
حقق فيلم"الرجل الحديدي 2" إيرادات بلغت 51 مليون دولار في يوم عرضه الأول في الولايات المتحدة وكندا (بما في ذلك 7.5 مليون دولار من معاينات يوم الخميس)، بإجمالي إيرادات في نهاية الأسبوع بلغ 128 مليون دولار، وهو خامس أعلى إيرادات افتتاحية في نهاية الأسبوع على الإطلاق، في ذلك الوقت كما حقق أعلى افتتاحية لفيلم في عام 2010 وأعلى افتتاحية لشركة باراماونت في نهاية الأسبوع.
يُعد فيلم "الرجل الحديدي 2" ثالث أعلى فيلم ربحًا في عام 2010 في الولايات المتحدة وكندا، بعد فيلم حكاية لعبة 3 وأليس في بلاد العجائب.

## الاستقبال النقدي
أفاد موقع تجميع المراجعات "روتن توميتوز" بنسبة موافقة بلغت 72%، بمتوسط تقييم 6.5/10، بناءً على 305 مراجعات. وجاء في إجماع النقاد على الموقع: "ليس الفيلم بنفس روعة فيلم الرجل الحديدي، لكن هذا الجزء الثاني يُقاربه بأداء قوي وقصة مليئة بالإثارة". منح موقع ميتاكريتيك الفيلم تقييمًا متوسطًا مرجحًا بلغ 57 من 100، بناءً على 40 ناقدًا، مما يُشير إلى "مراجعات متباينة أو متوسطة". أما الجمهور الذي استطلعت آراءه "سينما سكور"، فقد منح الفيلم تقييمًا متوسطًا "A" على مقياس من A+ إلى F، وهو نفس تقييم سابقه.

## وصلات خارجية
- الموقع الرسمي
- آيرون مان 2 على موقع IMDb (الإنجليزية)
- آيرون مان 2 على موقع ميتاكريتيك (الإنجليزية)
- آيرون مان 2 على موقع الموسوعة البريطانية (الإنجليزية)
- آيرون مان 2 على موقع روتن توميتوز (الإنجليزية)
- آيرون مان 2 على موقع نتفليكس (الإنجليزية)
- آيرون مان 2 على موقع قاعدة بيانات الأفلام العربية
- آيرون مان 2 على موقع ألو سيني (الفرنسية)
- آيرون مان 2 على موقع Turner Classic Movies (الإنجليزية)
- آيرون مان 2 على موقع أول موفي (الإنجليزية)
- آيرون مان 2 على موقع بوكس أوفيس موجو (الإنجليزية)